# Xeronina
Xeronina (Xeronine en inglés, Xeronin en alemán) es un alcaloide hipotético cuyo descubrimiento fue postulado por Ralph Heinicke cuando examinaba la bromelina de la piña (ananá).
El autor Heinicke describió, en el año 1985, su descubrimiento en la revista especializada en horticultura Bulletin of the National Tropical Botanical Garden así como en una comunicación inédita, sin otras bibliografías y sin datos de las propiedades químicas o físicas de las xeroninas. En su comunicación propone una posible fórmula estructural. Como consecuencia de ello, inscribió su descubrimiento en la oficina de patentes de los EE. UU. Heinicke estuvo mucho tiempo contratado en la empresa procesadora de piña Pineapple Dole Company.
Los detalles de la publicación de la hipotética sustancia son controvertidos y no respaldados por ninguna prueba desde el punto de vista del botánico Will McClatchey (Botánico en la universidad Hawái / Manoa) Según una publicación en línea del Instituto Federal para Defensa del Consumidor y Medicina Veterinaria Bundesinstituts für Verbraucherschutz und Veterinärmedizin (hoy Instituto Federal para Evaluación de Riesgo Bundesinstitut für Risikobewertung) del año 2000 la xeronina era hasta ese momento completamente desconocida en la literatura bioquímica y médica. La presencia y la supuesta presencia de efectos curativos de la xeronina son argumentos de venta en el marketing de los zumos de noni.
Hasta el año 2008, por consiguiente más de 20 años después de la primera publicación, no ha sido publicada ninguna literatura reconocida científicamente con una prueba o por lo menos con la fórmula estructural para la xeronina. El Comité de Alimentos de la Comisión Europea ha comprobado que el efecto sobre la salud del zumo de noni, no está científicamente probado.